# Cato Guldberg

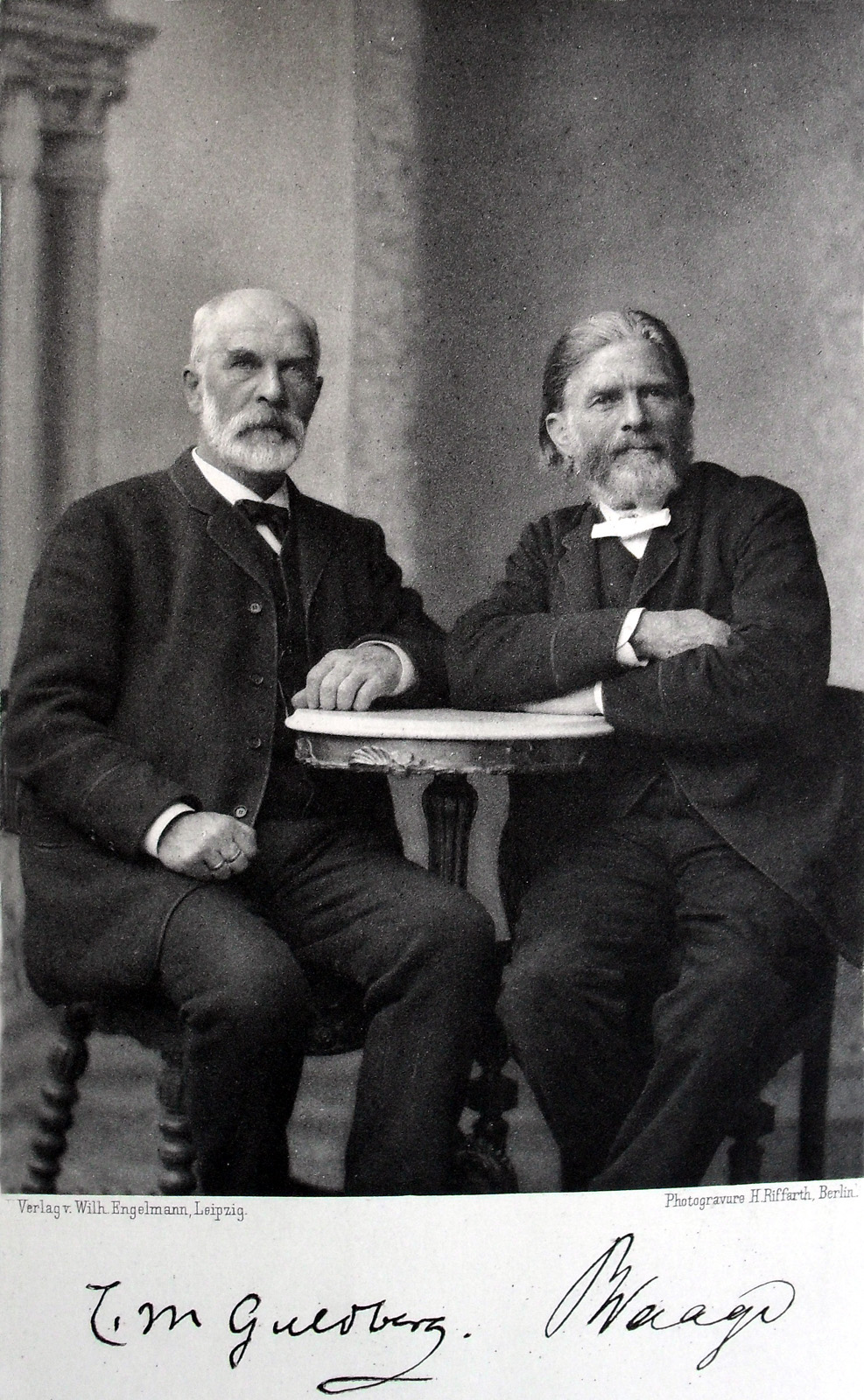
Cato Guldberg (links) en Peter Waage.

Cato Maximilian Guldberg (Oslo, 11 augustus 1836 - aldaar, 14 januari 1902) was een Noors wiskundige en chemicus. 
Guldberg was hoogleraar in de toegepaste wiskunde aan de Koninklijke Militaire Academie (1862), lector (1867) en later (1869) hoogleraar aan de universiteit van Oslo. Hij werd bekend door zijn wiskundige formulering van het door zijn zwager Peter Waage bestudeerde chemisch evenwicht.